# Kirklees Stadium
Kirklees Stadium é um estádio localizado em Huddersfield, Inglaterra, Reino Unido, possui capacidade total para 24.121 pessoas, é a casa do time de futebol Huddersfield Town e do time de rugby league Huddersfield Giants, foi inaugurado em 1994 em substituição ao Leeds Road demolido no mesmo ano.